# Gandino
Gandino (lombardul: Gandì, nyugat-lombard nyelvjárásban: Gandín) település Olaszországban, Lombardia régióban, Bergamo megyében. Lakosainak száma 5121 fő (2023. január 1.). Gandino Cazzano Sant’Andrea, Leffe, Sovere, Endine Gaiano, Ranzanico, Casnigo, Cerete, Clusone, Peia, Rovetta és Ponte Nossa községekkel határos.

## Népesség
A település lakossága az elmúlt években az alábbi módon változott:
| Lakosok száma | 5430 | 5390 | 5121 |
|               | 2017 | 2018 | 2023 |